# Rollo (vitigno)
Il Rollo è un vitigno a bacca bianca autoctono ligure, coltivato da secoli principalmente nella città metropolitana di Genova e in misura minore nella Riviera di Ponente. Viene prodotto anche nella zona di Nizza col nome di "Rolle" e di Antibes, dove è meglio conosciuto come "Verlantin".
Secondo alcuni studiosi sarebbe originario della Liguria, in particolare del circondario di Genova oppure dell'imperiese; secondo altri, invece sarebbe originario della Francia, e da qui trapiantato in Liguria in tempi antichi.

## Caratteristiche
La pianta presenta una foglia medio-grande, pentagonale e quinquelobata, di colore verde opaco. Il grappolo è di forma conica o conico-piramidale, grande, compatto e tozzo. Gli acini sono grossi, di forma sferoide allungata, di colore verde giallastro, mediamente con 1-2 vinaccioli. Il vitigno ha buona vigoria e produzione abbondante e costante, si adatta facilmente anche a condizioni ambientali meno favorevoli per la coltivazione della vite, come le strette valli interne della riviera e i terreni più alti. È uno fra i più tardivi vitigni bianchi coltivati in Liguria, generalmente si vendemmia nella prima metà di ottobre.

## Vino
Il vino prodotto con uva Rollo presenta caratteristiche organolettiche abbastanza mediocri, e per questo motivo non è praticamente mai vinificato in purezza, ma viene usato in uvaggio per dare corpo e struttura ad altri vini meno strutturati.
Si può trovare nella DOC Val Polcevera, in percentuale massima del 40%.
In Francia il vitigno trova espressione di eccellenza in vini di grande struttura. Vinificato in purezza dopo essere stato raccolto a mano il Rolle e' perfetto su cozze e grigliate di pesce